# Matrika P
Matrika P je kompleksna kvadratna matrika, ki ima vse glavne poddeterminante (minorje) večje od nič.
Podobne so matrike P0, ki omogočajo, da je vsaka glavna poddeterminanta {\displaystyle \geq } 0
Razred nesingularnih matrik M je podmnožica razreda matrik P. To pomeni, da so vse matrike, ki so matrike P in istočasno tudi matrike Z, nesingularne matrike M.
Jacobijeva matrika določene funkcije je matrika P